# Chet Atkins
Chet Atkins (Chester Burton Atkins) (Lutterell, Tennessee, 20 de juny de 1924 – Nashville, 30 de juny de 2001) va ser un influent guitarrista, intèrpret de música lleugera i productor de country estatunidenc.

## Biografia
Els pares de Chet es divorciaren quan Chet tenia sis anys. Chet doncs, va créixer amb la seva mare, dos germans i una germana, sent el més jove. Ell començà amb l'ukelele, més tard avançà al violí, però negocià al seu germà Lowell una vella pistola i algunes feines per assolir una guitarra quan ell tenia nou anys. Forçat a traslladar-se a l'estat de Geòrgia per viure amb el seu pare degut a una quasi fatal condició asmàtica, Atkins fou un jove sensible que feu de la música una obsessió. Esdevingué un guitarrista ben dotat mentre estava en una educació mitjana. Atkins era autodidacte, i més tard la vida li concedí junt amb Tommy Emmanuel, Jerry Reed i John Knowles el grau honoris causa "CGP". Llur germanastre Jim també fou un guitarrista encertat que assolí a treballar amb el Trio de Les Paul a Nova York.
Atkins no aconseguí crear-se un estil propi fins al 1939, quan (encara vivia a Geòrgia) va sentir tocar en Merle Travis per la Ràdio WLW. Aquesta jove influencia dramàticament formà el seu estil propi de tocar. Mentre que la mà dreta de Travis utilitzà el dit índex per la melodia i el polsa per apunts de baix, Atkins amplià el seu estil de mà dreta per incloure una pulsació a les cordes amb els seus tres primers dits, i amb el polze sobre el baix. El resultat fou una claredat i complexitat que va fer el seu so inequívoc. Després de deixar el col·legi el 1942, assolí una feina en la Ràdio de Knoxville. Allí tocà el violí i la guitarra amb el cantant Bill Carlisle i el còmic Archie Campbell, i es feu alhora membre de l'estació "Dixieland Swingsters", un petit combo instrumental de swing.
Al cap de tres anys, Atkins va anar-se'n a la ràdio WLW de Cincinnati, (Ohio), on Merle Travis havia treballat anteriorment. Després de sis mesos va anar-se'n a Raleigh i treballà amb Johnnie i Jack abans de dirigir-se a Richmond (Virgínia), on tocà amb la banda Sunshine Sue Workman. La personalitat tímida d'Atkins treballà contra ell, com ho fou el fet que llur estil sofisticat conduí molta gent a dubtar que ell fos realment un intèrpret de "country". Fou acomiadat tot sovint, tot i això fou capaç d'aconseguir una altra feina en una altra emissora de ràdio gràcies a la seva habilitat única de tocar. Atkins feu els seus discs propis, que en general tenien normes de pop i jazz, en un estudi propi sofisticat a casa seva, sovint enregistrant les pistes de ritme en la ràdio RCA, però afegint les seves parts de solo a casa, refinant-ho tot fins que el resultat el satisfeia.
Els guitarristes de tots els estils arribaven de tots els cantons per a admirar diversos àlbums seus degut a llurs idees musicals úniques i en alguns casos, llurs idees electròniques experimentals. En aquest període Atkins assolí un reconeixement internacional com a "Mister Guitar" (Senyor Guitarra), que és també el nom d'un de llurs àlbums. La seva marca enregistrada "L'estil de Atkins" per a tocar, que era i és molt difícil per a un guitarrista de dominar, és usant el polsa i els dos primers dos – a vegades tres – dits de la mà dreta. Atkins desenvolupà aquest estil, d'escoltar en Merle Travis de tant en tant d'una ràdio primitiva. Chet estava segur que ningú podria tocar això articuladament solament el polze i l'índex (que era exactament com Travis ho tocava) i ell assumí que per això es requerien el polze i dos dits i fou l'estil que ell promogué i dominà.
El hit més gran d'Atkins fou el single de 1965, "Yakety Axe" una adaptació del seu amic saxofonista Boots Randolph, "Yakety Sax". Atkins rares vegades es presentava en viu en aquell temps, i eventualment hagué de llogar a altres productors de la RCA com Robert Ferguson i Felton Jarvis per alleujar la seva càrrega de treball. Un combat el 1973 contra el càncer de còlon, tanmateix, el portà a redefinir el seu paper en la RCA, permetre a d'altres a maniobrar l'administració mentre que ell tornà al seu primer amor, la guitarra, sovint enregistrant amb Reed o inclòs amb Homer i Jethro en Jethro Burns (el cunyat de Atkins després que l'Homer moris.
A finals dels anys 70, Atkins se l'havia passat com un productor. Nous executius a RCA tenien idees diferents. El primer es retirà de la seva posició en l'empresa, i després començà a sentir-se sufocat com un artista per què RCA no el deixaria diversificar-se en el jazz. Al mateix temps s'enutjà amb la direcció Gretsch (ja sense possessió familiar sobre ella), i va anar i enretirà l'autorització per a usar el seu nom i, començà a dissenyar guitarres Gibson. Atkins abandonà la RCA el 1982 i signà amb Colúmbia Records, per la qual produí un àlbum que s'estrenà el 1983. mentre estava amb la Colúmbia, mostrà llur creativitat i gust amb la guitarra de jazz, i en diversos contextos.
El jazz sempre fou un fort amor per a ell, i sovint en la seva carrera fou criticat per músics "purs" de country del país, per llur influències de jazz. Atkins també digué en algunes ocasions que no li agradava ser nomenat un "guitarrista country", insistint que ell era només un guitarrista, i punt. Malgrat que tocava "d'oïda" i fos un improvisador magistral, també va ser capaç de llegir la música i fins i tot realitzà alguns arranjaments de guitarra clàssics amb el gust i la distinció. Més tard, tornà al country amb àlbums que enregistrà junt amb Mark Knopfler i Jerry Reed. Sent qüestionat per anomenar-lo entre els 10 guitarristes més influents del segle xx, Atkins nomenà en Django Reinhardt en primer posició de la llista, i ell mateix s'ubicà en cinquena posició.
En anys posteriors Atkins tornà a la ràdio, apareixent a Garrison Keillor's Prarie Home Companion, arribant fins al punt de tocar un violí de temps en temps.
Atkins va rebre nombrosos premis, incloent 11 Premis Grammy, i 9 premis de la Country Music Association. Mentre feia i més i més actes, en els anys noranta la seva salut es posà molt fràgil i el càncer tornà i aquesta vegada empitjorat. Després Chet Atkins moria el 30 de juny de 2001 en la seva casa a Nashville.
Atkins fou citat moltes vegades arreu de la seva carrera, i en el seu llegat va dir una vegada: "Anys després que me n'hagi anat, algú escoltarà el que vaig fer i sabrà que jo vaig estar aquí. A ells no els importarà qui era jo, però sentiran les meves guitarres parlant de mi".

## Guardons
Nominacions
- 1965: Grammy al millor àlbum de country
- 1966: Grammy al millor àlbum de country